# Life (Yui)
Life is de vierde single van de Japanse singer-songwriter Yui. Life werd 44.708 keer verkocht en bereikte de negende plek op de Oricon-hitlijst. Het liedje Life is gebruikt in de populaire anime-serie Bleach. Vooral internationaal hebben veel fans van YUI haar ontdekt door het kijken van deze anime.